# Фейкстиваль
Фейкстиваль (рус. Fakestival) — международный фестиваль рекламных и дизайн-концепций, проводящийся с 2011 года. По мнению некоторых изданий, это единственный подобный русскоязычный фестиваль. Проводился на территории Республики Алтай, в Риге (Латвия) и онлайн-режиме.

## История создания
Идея создания фестиваля, который был бы посвящён только непринятым идеям и концепциям, появилась в брендинговом агентстве Punk You Brands. По задумке организаторов, на конкурс было решено принимать только те работы, которые сделаны для выдуманных заказчиков, либо для реальных, но не заказанные или не принятые ими.
Этим фестиваль отличается от традиционных рекламных фестивалей, где за непринятые и/или незаказанные концепции участников дисквалифицируют.

## Хронология по годам

### 2011

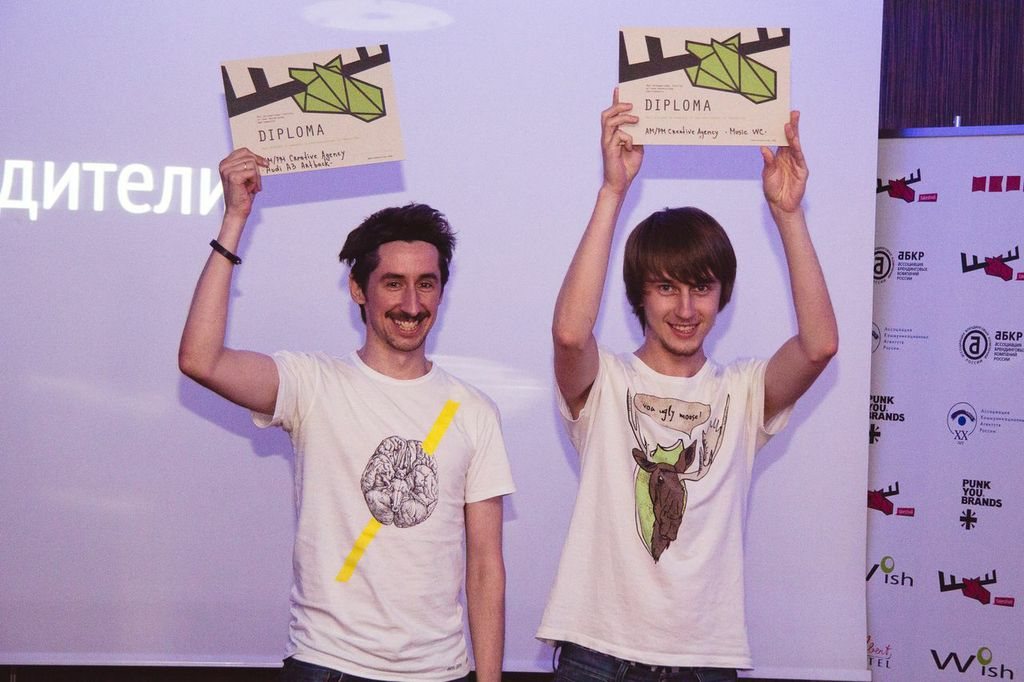
Одни из победителей Fakestival с призами — фигурками лосей.

Впервые «Фейкстиваль» прошёл в 2011 году и был полностью виртуальным событием, награды победителям высылали по почте.
В жюри «Фейкстиваля» 2011 вошли: Виталий Быков, креативный директор Red Keds; Даниил Сергеев, креативный директор и управляющий партнёр агентства FIRMA; Евгений Примаченко, заместитель креативного директора РА «Восход»; Игорь Ганжа, директор LMH consulting, вице-президент РО IAA; Дмитрий Перышков, руководитель студии Direct Design; Роман Кириченко, креативный директор брендингового агентства Clёver; Алексей Шелепов, арт-директор ИД «Алтапресс»; Ксения Лукичева, редактор AdMe.ru.
Из 227 работ, которые были созданы без ведома рекламодателей или в итоге ими отвергнуты, в шорт-листы попали только 36. Интересно, что в категориях "Аудио" и "Видео" не оказалось ни одного финалиста.
Главную награду не получил никто, так как ни одна работа не набрала необходимого для получения Гран-при минимума в три голоса. Первое место в категории «Принты» занял принт обувной коробки, выполненный в технике обратной перспективы углового плаката, а специальный приз от организаторов получила серия шуточных наклеек на пиво под названием «Клей и пей».

### 2012
Фестиваль впервые вышел за пределы Интернета, образовательные и торжественные мероприятия прошли в республике Алтай, на берегу реки Катуни.
Состав жюри незначительно изменился по сравнению с прошлым годом: среди новых членов жюри были Андрей Губайдуллин, креативный директор РА «Восход»; Кирилл Константинов, креативный директор брендингового агентства KIAN; Леонид Фейгин, креативный директор Direct Design Visual Branding.
Гран-при в 2012 году получили сразу две работы: серия роликов «Потому что ты е**нутая» — реклама различных товаров и услуг, от пива до доставки еды, объединённых одним слоганом. Приз в виде фанерной головы лося получил Максим Сидореня. Второй гран-при достался Александре Истратовой за концепт мягкой упаковки для пюре и десертов. Дизайнер разработала серию упаковок в виде лиц и морд животных, у которых рот был расположен на месте отверстия для питья.
Золото за печатную рекламу досталось постеру Raid (автор Ильиных Александр и Станислав Строганов), выполненному в стилистике вестерна, только с участием тараканов, он же получил и спецприз Epic Fake от организаторов фестиваля. Приз зрительских симпатий, а также золото в категории «Рекламная кампания» получил проект акции для Burton: производителю досок для сноуборда было предложено выпустить серию мороженого в виде досок - на некоторых палочках, на той части, которая закрыта мороженым, предлагалось разместить автограф основателя компании и знаменитого сноубордиста Джейка Бертона.

### 2013
Третий Fakestival проходил в Риге (Латвия) с 15 по 18 августа 2013 года. Один из крупнейших русскоязычных рекламных ресурсов ADME.RU включил фестиваль в календарь фестивалей на 2013 год.
По словам Данила Снитко, продюсера фестиваля, событие было решено перенести в Ригу для того, чтобы увеличить концентрацию творческого сообщества среди участников. Кроме того, проведение фестиваля в Европе оказалось дешевле, чем на территории России.
Номинации остались прежними: печатная реклама, рекламные кампании, айдентика, упаковка, видео, цифровое искусство, предметный дизайн.
В состав международного жюри вошли: Максим Лазебник (Всеукраинская рекламная коалиция); Андрей Губайдуллин («Восход»); Василий Лебедев (Red Keds); Леонид Фейгин (Direct Design Visual Branding); Ксения Лукичева (AdMe.ru); Бенжамин Бенимана (Clёver); Антон Рябцев (KIAN); Павел Собек (EURO RSCG Prague); Умберто Джираудо (Британская высшая школа дизайна); Андрей Мусин (Ogilvy) и Александр Кириков (GLOBAL POINT). Существовало ещё и онлайн жюри, с отдельным составом для каждой номинации, которые остались прежними, по сравнению с 2012 годом: печатная реклама, рекламные кампании, айдентика, упаковка, видео, цифровое искусство и предметный дизайн.
Гран-при был присуждён Александру Божко (Украина) за принт с бразильским Христом-Искупителем и американской Свободой. По словам членов жюри, «это произошло во многом благодаря общественному резонансу, показавшему силу рекламы в целом и силу фейков в частности».

### 2014
Fakestival в 2014 году, по первоначальному замыслу организаторов, должен был пройти в Киеве (Украина). Но из-за нестабильной политической обстановки в соседней стране, мероприятие несколько изменило формат — его вновь провели в онлайн-режиме, как и несколько лет назад.
К выбору победителей в этот раз также привлекли российских и зарубежных экспертов, среди которых: Анна Мухина (Muhina Design), Андрей Тараканов (Tomatdesign), Дэвид Лоу (SomeOne), Арни Арома (Pentagon Design), Тимур Салихов (FIRMA), Игорь М. Намаконов (MOST Creative Club), Лиза Сурганова (Forbes Russia), Евгения Смурыгина (BusinessFM) и другие специалисты отрасли.
Гран-при фестиваля получила работа «Wow digital agency». Это концепт рекламной кампании телесериала «Игра Престолов», который выходит на канале HBO. Он же выиграл в номинации «Печатная реклама». Второе место получила работа Фёдора Захаренко для «Яндекс.Музыки», а третье — Ирина Смоликова с идеей для обуви Crocs.

## Призы
В качестве призов фестиваля используются фанерные головы лося, поздравительные карточки и сертификаты на обучение. Задумка с фанерной наградой обыгрывает идею самого фестиваля. В 2014 году победители в качестве призов получали технику от компании Apple.